# 張輔 (成化進士)
張輔（1447年—？），字允忠，浙江寧波府鄞縣人，民籍，明朝政治人物。同進士出身。

## 生平
早年出身國子生，成化七年（1471年）辛卯科浙江鄉試第八十六名。成化十一年（1475年）乙未科會試第十三名，殿試登第三甲第一百五十八名進士。官知縣。
曾祖父張慎。祖父張益山，曾任判官。父亲張璡。